# 奧普庫文峰
72°37′S 0°24′E / 72.617°S 0.400°E
奧普庫文峰是南極洲的山峰，位於東部南極洲的毛德皇后地，屬於斯維爾德魯普山脈的一部分，處於加弗倫嶺以北約3.7公里。